# Чаїнське сільське поселення
Ча́їнське сільське поселення (рос. Чаинское сельское поселение) — сільське поселення у складі Чаїнського району Томської області Росії.
Адміністративний центр — село Чаїнськ.
Населення сільського поселення становить 460 осіб (2019; 690 у 2010, 1010 у 2002).
Присілок Гвоздьовка був ліквідований 2014 року.

## Склад
До складу сільського поселення входять:
| Населений пункт      | Населення, осіб (2002) | Населення, осіб (2010) |
| -------------------- | ---------------------- | ---------------------- |
| Андрієвка, село      | 59                     | 29                     |
| Гвоздьовка, присілок | 2                      | 0                      |
| Гришкино, село       | 428                    | 296                    |
| Карамзінка, присілок | 12                     | 2                      |
| Світлянка, село      | 0                      | 0                      |
| Тоїнка, село         | 121                    | 65                     |
| Чаїнськ, село        | 388                    | 298                    |